# Bo Halskov Stage
Bo Halskov Stage (født 13. oktober 1974 i København) er en dansk tidligere håndboldspiller, som har spillet professionel håndbold i Danmark, Sverige, Spanien og Island. Han har optrådt fire gange for det danske håndboldlandshold.
Den skudstærke Bo Stage har med flere afstikkere til udenlandske klubber spillet venstre back for danske klubber som KH, Gladsaxe HG, Viborg HK og Otterup, inden en uforklaret skade stoppede hans elitekarriere i 2003.
Bo Halskov Stage er cand.mag. i historie og idræt og arbejder som lektor på Brøndby Gymnasium. Han er søn af historiker og reservepost Hans Erik Stage og den tidligere formand for Dansk Magisterforening, Ingrid Halskov Stage og fætter til journalist og forfatter Lars Bork Halskov og til Andreas Halskov, som er filmekspert på TV 2. Han er gift med Guro Søbstad og har døtrene Sofie, Ida og Asta.